# Contea di Gar
La contea di Gar (噶尔县S, Gá'ěr XiànP) è una contea della Cina, situata nella Regione Autonoma del Tibet e amministrata dalla prefettura di Ngari.